# 堤未果
堤 未果（つつみ みか）は、日本のジャーナリスト、著作家。
父は放送ジャーナリストのばばこういち、母は詩人の堤江実。弟はアニメーションアーティストの堤大介、夫は参議院議員の川田龍平。
米国の大学および大学院で国際関係論を学び、国連、アムネスティインターナショナルNY支局員を経て、米国野村證券勤務時に、9・11同時多発テロ事件を現場で体験したことをきっかけにジャーナリストに。

## 来歴
ジャーナリストばばこういちの長女として東京都で生まれたが、両親の離婚後は堤の姓を名乗る。小学校～高校まで学校法人和光学園に学び、アメリカ合衆国に留学、ニューヨーク州立大学国際関係論学科卒業、ニューヨーク市立大学大学院国際関係論学科修士課程修了。
国際連合（UNIFEM)、アムネスティ・インターナショナルニューヨーク支局員を経て、米国野村證券に勤務中、2001年のアメリカ同時多発テロ事件を隣のビルの20階にあるオフィスで遭遇。事件を目撃したことで、自らの目でアメリカという国を見ようと志しジャーナリストとなる。なお堤はジャーナリスト業を始めるにあたりジャーナリストである父から支援は一切なかったと言う。

### 執筆活動
2006年『報道が教えてくれない アメリカ弱者革命』を上梓、日本ジャーナリスト会議黒田清新人賞を受賞、以後、米国 - 東京間を行き来して執筆、講演活動を行う。2008年、薬害HIV訴訟の元原告で参議院議員の川田龍平と結婚、『ルポ 貧困大国アメリカ』（岩波新書）シリーズが80万部を超えるベストセラーになった。米国が作った「経済的徴兵制」という仕組みと、多国籍企業と政府のタッグによる「戦争の民営化」についての分析が多くのメディアで絶賛された。同書は第56回日本エッセイスト・クラブ賞と、中央公論新社が主催し出版各社の新書編集長と主要書店の店員が選ぶ「新書大賞2009」の二つを受賞し、
「社会の真実の見つけ方（岩波ジュニア新書）」とともに、「岩波書店100周年〜私が選ぶ一冊」読者選出で２冊ともベスト10にランク入りする。
多数の著書は韓国・台湾・中国・香港などでも、翻訳出版、コミック版が刊行されている。
J-WAVEラジオ「Jam the World」、ラジオミックス京都「堤未果の社会の真実の見つけ方スペシャル」などでパーソナリティを務める。
講談社の雑誌『クーリエ・ジャポン』2010年3月号のメイン特集「オバマ大統領就任から1年 『貧困大国』の真実」で責任編集を務め、自著の2作『貧困大国アメリカI』『貧困大国アメリカII』に引き続き、オバマ後の米国外交、経済、教育、医療、刑務所ビジネスなどを詳細に分析している。
2013年には、世界を飲みこむ米国発の政治と企業の癒着主義「コーポラティズム」をテーマに書いた「㈱貧困大国アメリカ」（岩波新書）を発表。
その後「政府は必ず嘘をつく」「政府はもう嘘をつけない」（角川新書）シリーズで、国際情勢の表と裏、金融、メディアの世界事情などを分析。
日本と世界の核事情を描いた「核大国ニッポン」（小学館）米国の言論統制についての「アメリカから自由が消える」（扶桑社）、規制緩和により日本の資産が外国に売却されるさまを詳細に暴いた「日本が売られる」、デジタル化の光と闇を描いた「デジタルファシズム」多国籍企業と国際金融資本にに狙われる食と農の構造を描いた「食が壊れる」マイナンバーカードやワクチンの裏側を暴いた「堤未果のショックドクトリン」水面下で進むGAFAの言論統制などを書く「国民の違和感は９割正しい」など、多数のベストセラーは海外でも翻訳されている。
2016年の米国大統領選挙では、共和党のドナルド・トランプの当選を予測。現在は、米国の政治、経済、医療、教育、報道、核問題、自治体行政、食糧、エネルギー、農政、デジタルテクノロジーなど、徹底した現場取材と公文書に基づいた調査報道を続ける他、講演・テレビ、ラジオ、新聞、雑誌など国内外で幅広く活動している。WEB番組「月刊アンダーワールド」配信中。

### 政治的活動
2024年9月28日の東京臨海広域防災公園では「コロナワクチン反対」を訴える大規模なデモ集会において、堤と配偶者の川田龍平は登壇し、川田が共著のワクチン本を販売していたと報道された。

## 批判
- 移住者と連帯する全国ネットワークは堤の著書『日本が売られる』「6　医療が売られる」p194-196について、「そのことを実証するデータは何一つ示されていないどころか、事実に基づかない主張で塗り固められた、「ウソ八百」ともいうべきシロモノ」と批判した[13]。

- 冷泉彰彦は堤の著書『貧困大国アメリカ』について、「本書の多くの部分については、アメリカに長く住んでいる私には、どうしても違和感がある」とし、「「最初に結論ありき」という書き方をしているために、事実関係の説明が不十分な点が多い」と指摘したうえで、「アメリカのネガティブな面ばかりが描かれ、その「悪いアメリカ」の「被害者であるアメリカ人」にも同情や連帯が感じられないというのでは、ひたすらに落胆するしかなかった」と言及した[14]。

## 著書

### 単著
- ｢空飛ぶチキン 私のポジティブ留学宣言｣ (1994/9/1,創現社出版,ISBN 4882450569)
- ｢グラウンドゼロがくれた希望｣(2004/6/1,ポプラ社,ISBN 4591081419,2009/6/27,扶桑社文庫,ISBN 978-4594059842)
- ｢報道が教えてくれないアメリカ弱者革命 なぜあの国にまだ希望があるのか｣(2006/4/28,海鳴社,ISBN 4875252307)
  - 日本ジャーナリスト会議黒田清新人賞受賞
- ｢ルポ貧困大国アメリカ｣(2008/1/22,岩波新書,ISBN 978-4004311126)
  - 2008年日本エッセイスト・クラブ賞受賞、2009年新書大賞受賞
  - ｢コミック 貧困大国アメリカ｣(松枝尚嗣 [画] PHP研究所 2010年1月)
- ｢アメリカは変われるか?立ち上がる市民たち!｣(2009/4/1,大月書店,ISBN 978-4272408023)
- ｢はじめての留学 不安はすべて乗り越えられる!｣(2009/8/20,PHP研究所)
- ｢ルポ貧困大国アメリカ II｣(2010/1/20,岩波新書,ISBN 978-4004312253)
- ｢アメリカから<自由>が消える｣(2010/3/31,扶桑社新書,ISBN 978-4594061647)
- ｢もうひとつの核なき世界｣(2010/11/29,小学館文庫,ISBN 978-4093881104,2014/8/5,小学館文庫,ISBN 978-4094060737)
- ｢社会の真実の見つけかた｣(2011/2/18,岩波ジュニア新書,ISBN 978-4005006731)
- ｢政府は必ず嘘をつく｣(2012/2/10,角川SSC新書,ISBN 978-4047315709)
- ｢(株)貧困大国アメリカ｣(2013/6/27,岩波新書),ISBN 978-4004314301)
- ｢沈みゆく大国アメリカ｣(2014/11,集英社新書,ISBN 978-4087207637)
- ｢沈みゆく大国アメリカ2<逃げ切れ!日本の医療>｣(2015/5/15,集英社新書,ISBN 978-4087207859)
- ｢政府は必ず嘘をつく増補版｣(2016/4/9,角川新書)
- ｢政府はもう嘘をつけない｣(2016/7/10,角川新書)
- ｢増補版アメリカから<自由>が消える｣(2017/7/3,扶桑社新書)
- ｢核大国ニッポン｣(2017/8/1,小学館新書)
- ｢日本が売られる｣(2018/10/4,幻冬舎新書)
- ｢株式会社アメリカの日本解体計画｣(2021/1/1,経営科学出版)
- ｢デジタル・ファシズム: 日本の資産と主権が消える｣(2021/8/31,NHK出版新書)
- ｢ルポ・食が壊れる｣(2022/12/16,文藝春秋社)
- ｢堤未果のショックドクトリン〜政府のやりたい放題から身を守る方法｣(2023/5/31,幻冬舎新書)
- ｢別冊ＮＨＫ100分de名著　ショックドクトリン｣(2023/6/NHK出版)
- 「国民の違和感は9割正しい」(2024/3/27,PHP研究所)

### 共著
- 2009年『正社員が没落する 「貧困スパイラル」を止めろ！』（湯浅誠との共著）（角川書店）
- 2009年『格差社会という不幸(神保・宮台マル激トークオンデマンドⅦ）』（神保哲生、宮台真司、山田昌弘、鎌田慧、本田由紀、小林由美との共著）（春秋社）
- 2012年「人は何故過ちを繰り返すのか？」佐治晴夫との共著（清流出版）
- 2014年「岩波書店百周年記念：知の現在と未来」（岩波新書）広井良典、柄谷行人、管啓次郎、高橋源一郎、長谷川一、金子勝、國分功一郎、丸川哲史と共著
- 2015年「日本の大問題～10年後を考える─「本と新聞の大学」講義録』（集英社新書）一色清,姜尚中,佐藤優、宮台真司、上昌弘、大澤真幸、上野千鶴子と共著
- 2016年4月「１８才の民主主義」（岩波新書）
- ｢別冊ＮＨＫ100分de名著メディアと私たち｣(2018/10/30,NHK出版)
- 2019年7月「支配の構造 国家とメディアー「世論」はいかに操られるか」（SＢ新書）中島岳志,大澤真幸,高橋源一郎と共著
- 2021年6月「自由の危機」（集英社新書）
- 2024年6月「ヤバい食・潰される農」（ビジネス社）藤井聡と共著

### 監修
- ｢暴走するマネー資本主義｣(監訳)(2022/7/1,経営科学出版)
- ｢巨大帝国アメリカの崩壊｣(監訳)(2022/8/10,経営科学出版)

## テレビ・ラジオ番組出演（一部）
- 「 ニュースの深層」、「デモクラシーナウ！」解説者（朝日ニュースター）
- 水曜ノンフィクションスペシャル（TBSテレビ）
- 視点・論点「貧困大国の未来」（NHK教育）[15]
- 視点・論点「貧困と戦争」（NHK教育）
- 福祉ネットワーク「子供の貧困」（NHK教育）
- きょうの世界（NHK BS1）
- ON THE WAY ジャーナル（JFN）
- 佐藤しのぶ 出逢いのハーモニー（テレビ神奈川）
- Power Morning（J-WAVE） BS20周年ベストセレクション「マンホールチルドレン」（NHK BS）
- 学問のススメ（JFN）
- 100分de名著ショック・ドクトリン(NHK)
- 100分de名著　「世論」(NHK）
- そこまで言って委員会（読売テレビ）
- 朝まで生テレビ（テレビ朝日）
- 大竹まことのゴールデンラジオ（文化放送）
- 村上信五クンと経済くん（文化放送）
- プライムニュース（フジ）
- 羽鳥のモーニングショー(テレビ朝日）
- マイ朝ラジオ（NHK)
- 激論コロシアム（テレビ愛知）、他多数